# Etrian Odyssey
Etrian Odyssey, i Japan känd som Sekaiju no Meikyū (世界樹の迷宮?  "Yggdrasils labyrint"), är en datorrollspelsserie som utvecklas och ges ut av Atlus till de bärbara spelkonsolerna Nintendo DS och Nintendo 3DS.
Spelen är kända för att ha väldigt lite berättelse, och istället fokusera på gameplay, samt för att i likhet med klassiska rollspel låta spelaren manuellt rita upp en karta efter hand som han eller hon utforskar spelvärlden. Detta görs med en pekpenna på spelkonsolens pekskärm. Spelaren får även skapa och namnge sina egna spelfigurer.

## Spel

### Huvudserien
- Etrian Odyssey (2007, Nintendo DS)
- Etrian Odyssey II: Heroes of Lagaard (2008, Nintendo DS)
- Etrian Odyssey III: The Drowned City (2010, Nintendo DS)
- Etrian Odyssey IV: Legends of the Titan (2012, Nintendo 3DS)
- Etrian Odyssey V (TBA)[1]

### Remakes
- Etrian Odyssey Untold: The Millennium Girl (2013, Nintendo 3DS. En remake av det första Etrian Odyssey, med ett icke-obligatoriskt berättelseläge tillagt)
- Etrian Odyssey 2 Untold: The Fafnir Knight (2014, Nintendo 3DS. En remake av Etrian Odyssey II)[2]

### Crossovers
- Persona Q: Shadow of the Labyrinth (2014, Nintendo 3DS. En crossover med Shin Megami Tensei: Persona. Spelaren kan inte skapa egna figurer, utan spelar som figurer från Persona 3 och 4)
- Etrian Mystery Dungeon (2015, Nintendo 3DS. En crossover med Mystery Dungeon)[3]